# レオン・メレディス
レオン・メレディス（Leon Meredith、1883年2月2日 - 1930年1月27日）は、イングランド、グレーターロンドン・セントパンクラス出身の自転車競技選手。

## 来歴
世界選手権・ドミフォンのアマチュア部門で7回優勝。1908年のロンドンオリンピックでは団体追抜で金メダル、1912年のストックホルムオリンピックでは、団体ロードレースで銀メダルを獲得した名選手。オリンピックは38歳のときに開催された、1920年のアントワープオリンピックにも出場した。
自転車選手としてはアマチュアを貫く一方、自ら特許を取得してレーシングタイヤの製造会社を経営。また、ローラースケートリンクの経営も行っていた。ローラースケートでは、国内大会を1911年、1912年と連覇した経験を有する。
1930年1月27日、休暇で訪れていたスイスのダボスで心臓発作に襲われ急逝した。47歳没。

## 主な実績
1904年
- トラックレース世界選手権 アマ・ドミフォン 優勝

1905年
- トラックレース世界選手権 アマ・ドミフォン 優勝
- イギリス選手権・5マイルレース 優勝

1907年
- トラックレース世界選手権 アマ・ドミフォン 優勝

1908年
- ロンドンオリンピック・団体追抜 優勝（+ ベンジャミン・ジョーンズ、クラレンス・キングスバリー、アーネスト・ペイン）
- トラックレース世界選手権 アマ・ドミフォン 優勝

1909年
- トラックレース世界選手権 アマ・ドミフォン 優勝

1911年
- トラックレース世界選手権 アマ・ドミフォン 優勝

1912年
- ストックホルムオリンピック
  -  ストックホルムオリンピック・団体ロードレース 2位
  - 個人ロードレース 4位

1913年
- トラックレース世界選手権 アマ・ドミフォン 優勝